# Isaac Burpee
Pour les articles homonymes, voir Burpee.
Isaac Burpee (né le 28 novembre 1825, décédé le 1er mars 1885) était un marchand, entrepreneur et homme politique canadien.

## Biographie
Né à Sheffield (Nouveau-Brunswick), il est élu à la Chambre des communes du Canada sous la bannière du Parti libéral lors de l'élection de 1872 dans la circonscription de Cité et comté de Saint-Jean. Il a été ministre des Douanes et ministre de l'Agriculture (suppléant) et siège jusqu'à sa mort, le 1er mars 1885.
Isaac Burpee était le neveu de Charles Burpee, homme politique qui fut également député du Nouveau-Brunswick.